# أليساندرو بيانكو
أليساندرو بيانكو (بالإيطالية: Alessandro Bianco)‏ هو لاعب كرة قدم إيطالي في مركز الوسط، ولد في 1 أكتوبر 2002 في تورينو في إيطاليا.

## وصلات خارجية
- أليساندرو بيانكو على موقع قاعدة بيانات كرة القدم.إي يو (الإنجليزية)
- أليساندرو بيانكو على موقع Soccerway.com (الإنجليزية)
- أليساندرو بيانكو على موقع عالم كرة القدم.نت (الإنجليزية)